# Juliusz Nowina-Sokolnicki

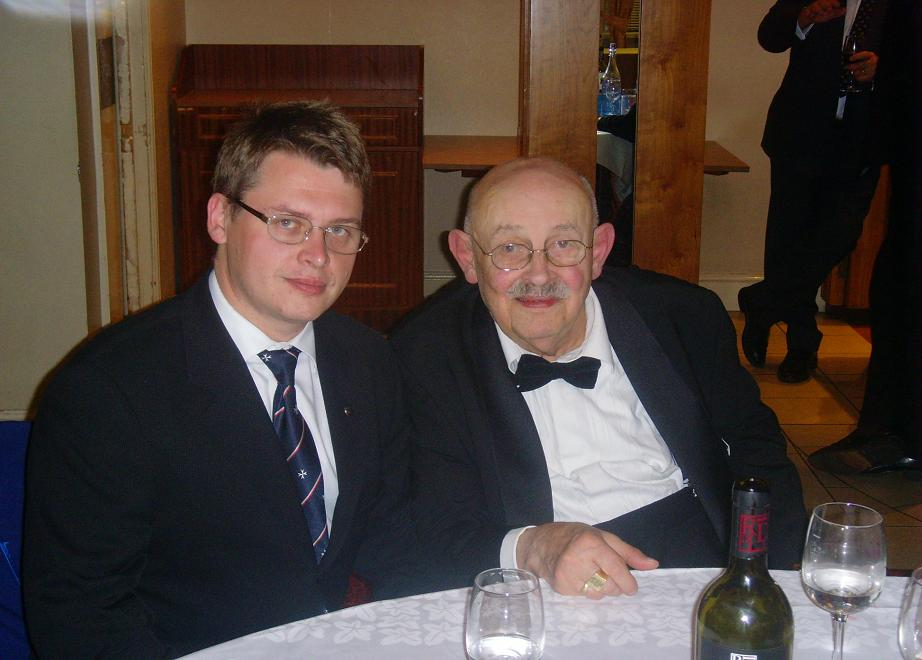
Juliusz Nowina-Sokolnicki in 2007

Juliusz Nowina-Sokolnicki (Pinsk, 16 december 1925 – Colchester, 17 augustus 2009) was een Pools politicus.
Juliusz Nowina-Sokolnicki werd geboren als Juliusz Nowina. Hij had de adellijke Poolse familienaam "Sokolnicki" zonder recht aan zijn naam toegevoegd. De Poolse regering in ballingschap die van 1939 tot 1990 in Londen gevestigd was splitste in 1954 in twee elkaar vijandige kampen met ieder een president. Terwijl de ene regering haar bevoegdheden overdroeg aan Polens democratisch gekozen president Lech Wałęsa bleef Juliusz Nowina (uit het andere kamp) in eigen ogen "President van Polen".
Juliusz Nowina richtte in 1979 ook de "Orde van Sint-Stanislaus" op, een orde die vooral in Amerika en Nieuw-Zeeland actief is. Nowina heeft het grootmeesterschap in "zijn" orde erfelijk gemaakt.
Op zijn eigen website liet "Zijne Doorluchtige Hoogheid" graaf Juliusz Nowina-Sokolnicki weten de zoon van graaf Antoni Nowina-Sokolnicki te zijn. Hij vermeldde familie van de moeder van Sint Stanislaus te zijn en de achter-achter-achterkleinzoon van gravin Teresa Kicka geboren Sydlowska, de schoonzus van koning Stanislaus II Augustus Poniatowski, de stichter van de Orde van Sint Stanislaus. In een nieuwsbrief van de orde uit 1991 staat vermeld hoe Juliusz Nowina een prins en een doorluchtige hoogheid werd. Hij ontving deze titels van Z.D.H. Prins August von Hohenstaufen.